# 45 Minutes from Hollywood
45 Minutes From Hollywood is een Amerikaanse komische stomme film uit 1926. De film is tegenwoordig vooral bekend omdat het de tweede film is waar Stan Laurel en Oliver Hardy samen in spelen. Ze spelen echter geen scène samen. Stan Laurel speelt, bijna onherkenbaar vermomd, een acteur zonder werk in bed in een hotelkamer en Oliver Hardy is een hoteldetective.
Waar de titel aan refereert is niet geheel duidelijk. Vermoedelijk slaat de titel op de schurken die zich voordoen als de leden van een filmploeg.

## Verhaal
Een jongeman uit de provincie komt naar Hollywood om een hypotheek af te betalen. Hij komt een bende schurken tegen die zich voordoen als filmploeg.

## Rolverdeling
| Acteur                                                                                            | Personage                                     |
| ------------------------------------------------------------------------------------------------- | --------------------------------------------- |
| Glenn Tryon                                                                                       | Orville                                       |
| Charlotte Mineau                                                                                  | Orvilles moeder                               |
| Rube Clifford                                                                                     | Orvilles grootvader                           |
| Sally O'Neill                                                                                     | Orvilles zus                                  |
| Theda Bara                                                                                        | zichzelf (cameo, fragment uit Madame Mystery) |
| The Hal Roach Bathing Beauties                                                                    | zichzelf (fragment uit andere film)           |
| Mickey Daniels, Scooter Lowry, Allen Hoskins, Jackie Condon, Jay R. Smith, Johnny Downs, Joe Cobb | Our Gang-kids (fragment uit andere film)      |
| Oliver Hardy                                                                                      | hoteldetective                                |
| Edna Murphy                                                                                       | Em, vrouw van de hoteldetective               |
| Jerry Mandy                                                                                       | hotelconciërge                                |
| Stan Laurel                                                                                       | "hongerige acteur"                            |
| Ed Brandenberg, Monte Collins, Janet Gaynor, Jack Hill, Ham Kinsey                                | hotelgasten (figuranten)                      |
| Tiny Sandford                                                                                     | treinconducteur                               |

De acteurs van personages zoals de gids tijdens de rondrit in Hollywood of de bankrover-travestiet zijn niet geïdentificeerd.